# Eucithara conohelicoides
Eucithara conohelicoides é uma espécie de gastrópode do gênero Eucithara, pertencente à família Mangeliidae.